# Anastasija Nowosad
Anastasija Jurijiwna Nowosad (ukr. Анастасія Юріївна Новосад; ur. 8 maja 1993 w Równem) – ukraińska narciarka dowolna, specjalizująca się w skokach akrobatycznych.
Na arenie międzynarodowej pierwszy raz pojawiła się 27 lutego 2010 roku w Mińsku, zajmując szóste miejsce w zawodach Pucharu Europy. W 2013 roku zdobyła srebrny medal podczas mistrzostw świata juniorów w Valmalenco.
W Pucharze Świata zadebiutowała 15 stycznia 2012 roku w Mont Gabriel, gdzie zajęła 12. miejsce w skokach. Tym samym już w debiucie zdobyła pierwsze punkty. Na podium zawodów tego cyklu pierwszy raz stanęła 10 grudnia 2021 roku w Ruce, gdzie odniosła zwycięstwo. W zawodach tych wyprzedziła Chinkę Xu Mengtao i swą rodaczkę - Olhę Poluk. W sezonie 2021/2022 zajęła piąte miejsce w klasyfikacji generalnej skoków.
Podczas  igrzysk olimpijskich w Soczi w 2014 roku zajęła 16. miejsce w skokach. Była też między innymi dziesiąta indywidualnie na mistrzostwach świata w Kreischbergu w 2015 roku oraz piąta w zawodach drużynowych podczas mistrzostw świata w Ałmaty w 2021 roku.

## Osiągnięcia

### Igrzyska olimpijskie
| Miejsce | Dzień     | Rok  | Miejscowość | Konkurencja        | Wynik     | Zwyciężczyni | Źródło |
| ------- | --------- | ---- | ----------- | ------------------ | --------- | ------------ | ------ |
| 16.     | 14 lutego | 2014 | Roza Chutor | skoki akrobatyczne | 74.34 pkt | Ałła Cuper   | [ 1 ]  |
| DNS     | 14 lutego | 2022 | Pekin       | Skoki akrobatyczne | -         | Xu Mengtao   | [ 2 ]  |

### Mistrzostwa świata
| Miejsce | Dzień       | Rok  | Miejscowość   | Konkurencja                  | Wynik      | Zwyciężczyni                  | Źródło |
| ------- | ----------- | ---- | ------------- | ---------------------------- | ---------- | ----------------------------- | ------ |
| DNS     | 7 marca     | 2013 | Voss          | skoki akrobatyczne           | -          | Xu Mengtao                    | [ 3 ]  |
| 10.     | 15 stycznia | 2015 | Kreischberg   | Skoki akrobatyczne           | 78,12 pkt  | Laura Peel                    | [ 4 ]  |
| 17.     | 10 marca    | 2017 | Sierra Nevada | Skoki akrobatyczne           | 80,32 pkt  | Ashley Caldwell               | [ 5 ]  |
| 12.     | 10 marca    | 2021 | Ałmaty        | Skoki akrobatyczne           | 56,75 pkt  | Laura Peel                    | [ 6 ]  |
| 5.      | 11 marca    | 2021 | Ałmaty        | Skoki akrobatyczne drużynowo | 252,27 pkt | Rosyjska Federacja Narciarska | [ 7 ]  |
| 3.      | 19 lutego   | 2023 | Bakuriani     | Skoki akrobatyczne drużynowo | 255,56 pkt | Stany Zjednoczone             | [ 8 ]  |
| 3.      | 23 lutego   | 2023 | Bakuriani     | Skoki akrobatyczne           | 82,84 pkt  | Kong Fanyu                    | [ 9 ]  |

### Puchar Świata

#### Pozycje w klasyfikacji generalnej
- sezon 2011/2012: 105.
- sezon 2012/2013: 71.
- sezon 2013/2014: 103.
- sezon 2014/2015: 52.
- sezon 2015/2016: 107.
- sezon 2016/2017: 118.
- sezon 2019/2020: 99.

Od sezonu 2020/2021 klasyfikacja skoków akrobatycznych jest jednocześnie klasyfikacją generalną.
- sezon 2020/2021: 28.
- sezon 2021/2022: 5.

#### Pozycje w poszczególnych zawodach
| Sezon 2011/2012                                                       |                      |                   |                      |                   |               |                   |             |              |            |        |        |        |         |         |         |         |         |         |         |
| Mont Gabriel 15.01                                                    | Lake Placid 20.01    | Lake Placid 21.01 | Calgary 29.01        | Deer Valley 3.02  | Beidahu 11.02 | Kreischberg 17.02 | Mińsk 25.02 | Moskwa 10.03 | Voss 17.03 | Punkty | Punkty | Punkty | Punkty  | Punkty  | Pozycja | Pozycja | Pozycja | Pozycja | Pozycja |
| 12                                                                    | DNS                  | DNS               | -                    | -                 | -             | -                 | -           | 17           | 15         | 52     | 52     | 52     | 52      | 52      | 20      | 20      | 20      | 20      | 20      |
| Sezon 2012/2013                                                       |                      |                   |                      |                   |               |                   |             |              |            |        |        |        |         |         |         |         |         |         |         |
| Changchun 5.01                                                        | Val Saint-Come 12.01 | Lake Placid 18.01 | Lake Placid 19.01    | Deer Valley 1.02  | Soczi 17.02   | Bukowel 23.02     | Punkty      | Punkty       | Punkty     | Punkty | Punkty | Punkty | Punkty  | Pozycja | Pozycja | Pozycja | Pozycja | Pozycja | Pozycja |
| 16                                                                    | 16                   | 15                | 19                   | 13                | 12            | 11                | 124         | 124          | 124        | 124    | 124    | 124    | 124     | 14      | 14      | 14      | 14      | 14      | 14      |
| Sezon 2013/2014                                                       |                      |                   |                      |                   |               |                   |             |              |            |        |        |        |         |         |         |         |         |         |         |
| Beidahu 15.12                                                         | Pekin 21.12          | Deer Valley 10.01 | Val Saint-Come 14.01 | Lake Placid 18.01 | Mińsk 1.03    | Punkty            | Punkty      | Punkty       | Punkty     | Punkty | Punkty | Punkty | Pozycja | Pozycja | Pozycja | Pozycja | Pozycja | Pozycja | Pozycja |
| 18                                                                    | 19                   | 26                | 14                   | 18                | -             | 61                | 61          | 61           | 61         | 61     | 61     | 61     | 21      | 21      | 21      | 21      | 21      | 21      | 21      |
| Legenda                                                               |                      |                   |                      |                   |               |                   |             |              |            |        |        |        |         |         |         |         |         |         |         |
| 1 2 3 4-10 11-30 31-100 wyniki anulowane - – zawodnik nie wystartował |                      |                   |                      |                   |               |                   |             |              |            |        |        |        |         |         |         |         |         |         |         |